# 尾崎洵盛

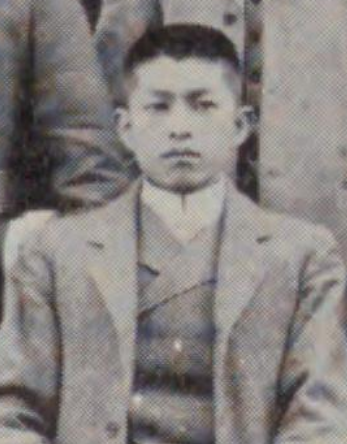
尾崎洵盛 明治41年

尾崎 洵盛（おざき のぶもり、1880年〈明治13年〉11月29日 - 1966年〈昭和41年〉1月31日）は、日本の陶磁器研究家、外交官、男爵。中国の陶磁器の権威として知られた。元文化財専門審議会専門委員。

## 人物
東京生まれ。慶應義塾幼稚舎を経て、1903年東京高等商業学校（現一橋大学）卒業。1905年同専攻部卒業。1906年外交官及領事官試験に合格し、外務省に入省。在上海日本国総領事館総領事事務代理、在アメリカ合衆国日本国大使館三等書記官、外務省参事官、在ベルギー公使館二等書記官等を経て、1918年退官。陶磁器研究を行い、中国の陶磁器の権威として知られた。元文化財保護委員会文化財専門審議会専門委員。重要文化財旧日向家熱海別邸地下室の敷地など一帯はもともと尾崎洵盛の土地で、昭和に入り別荘開発が進められ「銀行村」と称された。

## 親族
父は元法制局長官の尾崎三良男爵。妻多嘉子は元司法大臣千家尊福男爵の四女。長男の春盛は貴族院議員出羽重芳男爵の娘婿。長女は千家活麿（千家尊福の甥）の妻。四女の玉子は木琴研究家朝吹英一（元三越社長朝吹常吉長男）の妻。姉英は元司法大臣尾崎行雄の妻。妹壽子は元大蔵次官小野義一の妻。妹朝子は高等商業の同期で豊国銀行発起人齋藤福之助（貴族院議員斎藤善八従弟）の妻。妹元子は東京帝国大学教授物部長穂工学博士の妻。

## 著書
- 『支那陶磁小考』宝雲舎 1934年
- 『明代の陶磁』雄山閣 1942年
- 『支那古陶磁の鑑賞』北原出版 1944年
- 『中国の陶器』河原書店 1949年
- 『清朝の官窯』平凡社 1958年
- 『陶器全集 16巻: 清朝の官窯』平凡社 1966年
- 『陶説注解』雄山閣出版 1981年